# Тёрнер, Уильям Лакин

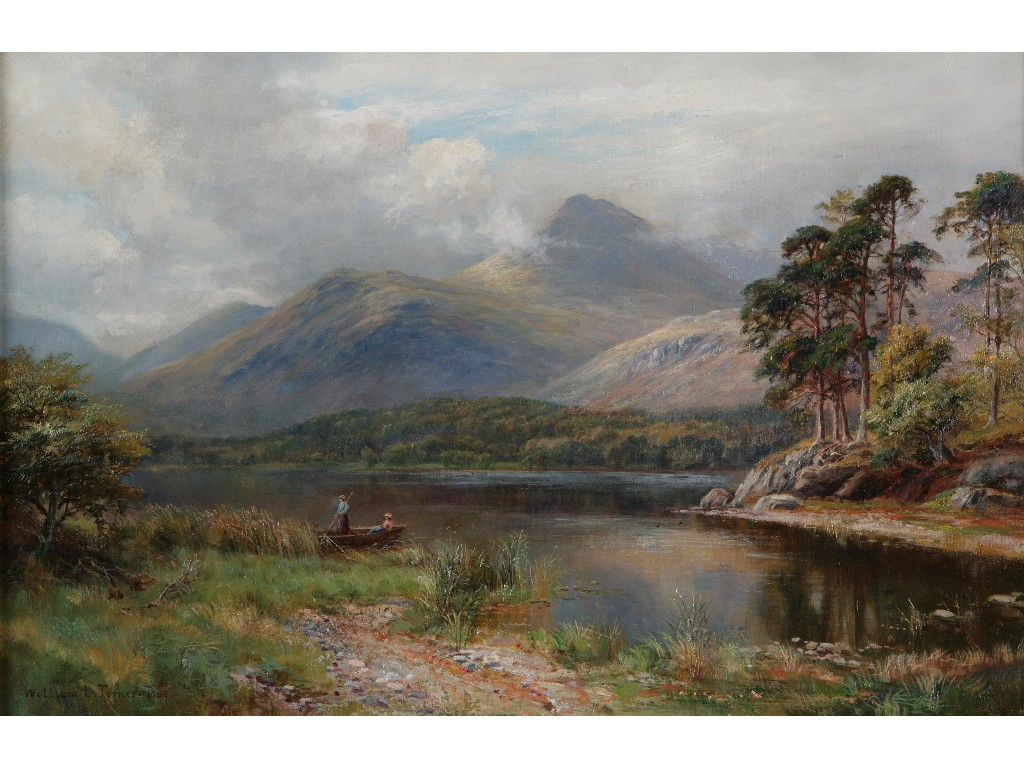
Воды Деруэнта

Уильям Лакин Тёрнер (англ. William Lakin Turner, 1867—1936) — британский художник-пейзажист.

## Биография
Уильям Лакин Тёрнер родился у Джорджа Тёрнера и его жены Элизы Тёрнер (урождённой Лакин, 1837—1900) в 1867 году в Барроу-апон-Тренте. Он получил домашнее образование, прежде чем он поступил в Трент-колледж. Он был старшим из четырёх детей (его братьями и сёстрами были Мэри, в замужестве Чамберлейн (Chamberlain), позже Вур (Woore), 1868—1937, Флоренс Пальмер, Florence Palmer Turner, 1869—1955, и Перси Рид, Percy Reed Turner, 1871—1936)), и его талант к искусству был унаследован от способностей его отца. Отец был частично фермером, но он также писал пейзажи и оставив значимое наследие видов Англии до того, как в неё пришла механизация, автомашины и урбанизация. Он обучал ряд успешных студентов, в том числе Дэвида Пейна и Луи Босуорт Хёрта. Связь Лакина с более известным художником Уильямом Тёрнером неизвестна, но его отец был известен как «Дербиширский Джон Констебл». Тёрнер познакомился со своей первой женой Рейчел Селиной (Линой) Бервилл в то время, как они оба изучали искусство в Колледже искусств западного Лондона, и они поженились в Челси в 1892 году.
Отец Тёрнера работал в комитете искусств Галереи Дерби, и его картины, как и картины его сына включены в коллекцию музея. В Дерби находится по меньшей мере семь его картин. Тёрнер жил в разных местах, в том числе и в Фулхэм Лоутоне (Эссекс), но наиболее известен своими картинами Озёрного края, где он проживал, по крайней мере, двенадцать лет. Когда его отец умер (в 1910 году), Тёрнер получил всего 100 фунтов, так как его отец вступил в повторный брак семью годами ранее, став мужем Кейт Стивенс Смит, которая получила большую часть имущества. Такое поведение повторилось: когда четыре месяца спустя его собственная жена умерла, Тёрнер сделал новое завещание в пользу женщины, которая быстро стала его второй женой. Считается, что Тёрнер знал о смертельной стадии заболевания на момент вступления в брак: он умер от рака несколько месяцев спустя, в Шерборне, Дорсет, в 1936 году.

## Наследие
Уильям Тёрнер Лакин выставлял свои работы на нескольких заметных выставках. Тёрнер выставлял сотни картин, включая четырнадцать — в Королевской академии художеств, четыре — в Королевской академии Хиберниан и шесть — в Бирмингеме. Между 1905 и 1936 годами он выставлял более 350 картин на Художественной выставке Саммер-Лейк, а также 81 картину на ежегодной выставке в Нотингемском замке. В результате его картины доступны в музеях в Ноттингеме, Нанитоне, Дерби и музее Раскин. Среди заметных его продаж — картина «Rydal Water» для Беатрис Поттер, которая до сих пор висит в её доме, являясь собственностью Национального фонда, и картина, использованная в качестве обложки книги.